# Dammen (Brandstorps socken, Västergötland)
Dammen är en sjö i Habo kommun i Västergötland och ingår i Motala ströms huvudavrinningsområde.